# Pavlovice u Přerova
Pavlovice u Přerova (in tedesco Pawlowitz) è un comune della Repubblica Ceca facente parte del distretto di Přerov, nella regione di Olomouc.